# Görtz
Görtz är en tysk högadlig ätt med en äldre hessisk gren Reichsgrafen von Schlitz genannt von Görtz (även Goertz) och en yngre från Niedersachsen Grafen von Schlitz genannt von Görtz und von Wrisberg. Ätten har sitt ursprungssäte i  Schlitz i Hessen.
På grund av den dubbla namngivningen görs ofta felaktiga härledningar till namnet Goertz eller Görtz. Den hessiska ätten "von Schlitz kallad "von Görtz" skall inte förväxlas med den medeltida grevliga "Görz", som bodde i södra Alperna och Friuli.
En gren utvandrade från Mecklenburg till Danmark, där den kallas Gjordsen och senare till Sverige. Den första genen utslocknade i Sverige innan Sveriges Riddarhus grundades 1625, varför den aldrig introducerades där som adelsätt. En annan gren av von Görtz-Wrisberg har invandrat till Sverige under 1900-talet och representeras av Georg-Henrik Graf von Schlitz Genannt von Görtz und von Wrisberg (även Henrik von Görtz-Wrisberg).
Stamvapen: Två gånger kluven sköld i svart, silver och rött

## Historia
Redan 1378 beseglar Kort Görtz ett brev tillsammans med Magnus Trottesson, Johan Trottesson, Lars Björnsson och Tideke Pinnow nä.:

### Släkttavla
1. Kort Görtz, riddare, gift före 1378 med Birgitta Trottesdotter (Eka), dotter till Trotte Pedersson (Eka) till Benhammar och Ingegärd Johansdotter (Bjälboättens oäkta gren).
  1. Jesper Görtz till Benhamra (död 1459), gift 1) med Anna Larsdotter (Aspenäsätten), gift 2) med Birgitta Brynjulfsdatter (Roos)
    1. en dotter som dog före fadern

  2. Ramborg Kortsdotter (Görtz), gift med Erik Nilsson (Väsbyätten)
  3. Anna, gift med Gregers Bengtsson (Bjälboättens oäkta gren)
  4. Katarina, gift med Sten Pedersson (stjärna), marsk och hövitsman på Västerås slott.
    1. Birgitta, klostergiven.

#### Senare medlemmar
- Georg Heinrich von Görtz
- Georg-Henrik Graf von Schlitz Genannt von Görtz und von Wrisberg (Henrik von Görtz-Wrisberg) (f 1955)